# Павло (Ґойдич)

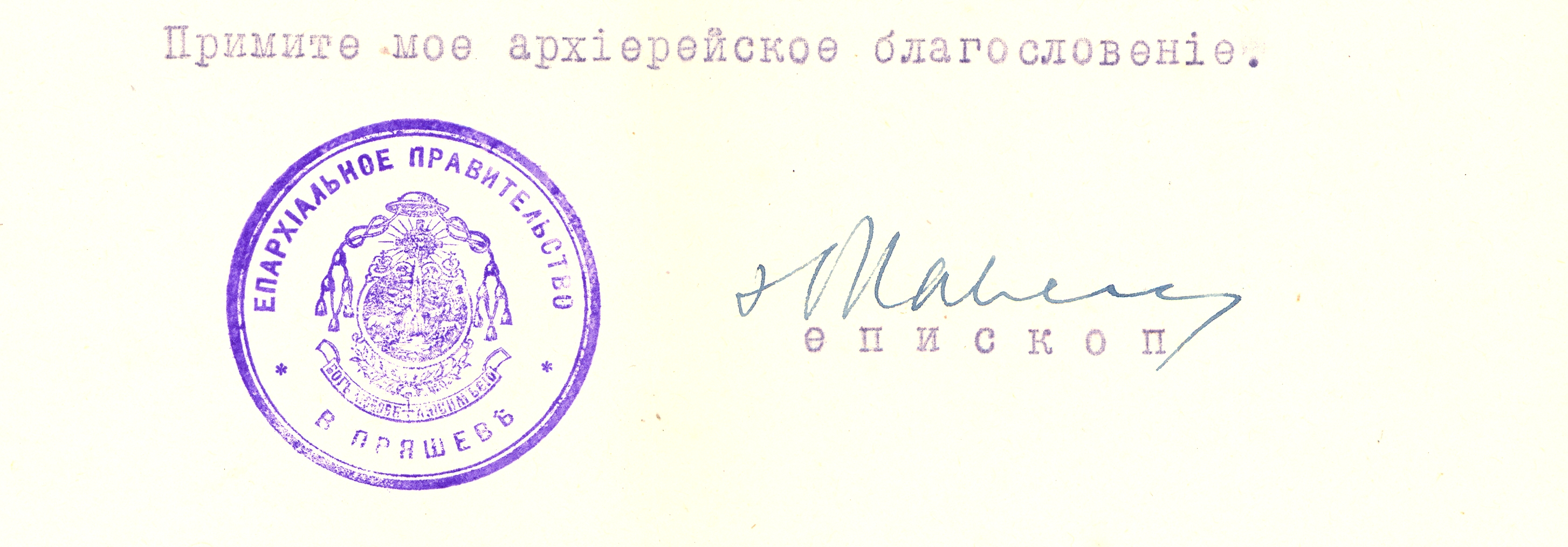
Павло Петро Гойдич властноручно в 1947 році

Ґо́йдич Павло́ Петро́ (17 липня 1888, Руські Пекляни, Австро-Угорська імперія — 17 липня 1960, Леопольдов, нині в окрузі Глоговец, Трнавський край, Словаччина) — греко-католицький єпископ Пряшівської єпархії (1940–1960), василіянин, блаженний священномученик Католицької церкви, праведник світу.

## Життєпис

### Дитинство
Народився Петро Ґойдич (чернече ім'я Павло) 17 липня 1888 року в русинській сім'ї в селі Руські Пекляни (нині частина села Любовець), що неподалік Пряшева.
Майже 200 років з роду Ґойдичів виходили греко-католицькі священники. Його батько Степан Ґойдич був взірцевим душпастирем. Мати — Ганна Гербері — теж походила зі священницької сім'ї. Двоє старших братів Петра — Корнелій і Степан — також стали священниками. Родичі хотіли, щоб хоча б молодший обрав світську кар'єру, але вихований у християнських традиціях, він пішов батьківським шляхом.
Невдовзі після народження Петра сім'я переїхала до Цигелки біля Бардієва, де й пройшло дитинство хлопця.

### Священик
1907 року Петро вступає до єпархіальної семінарії у Пряшеві. Там себе настільки добре проявляє, що його посилають на навчання до Будапешта. 1911 року Ґойдича висвячено на священника, а за рік він стає префектом в гуртожитку для хлопців в т. зв. Алумнеї. Тоді ж як катехит учить молодь релігії.
Бачачи старанного юнака, єпископ Стефан Новак призначає його протоколістом і архіваріусом єпископської курії. Згодом генеральний вікарій Микола Руснак доручає йому ще вищу посаду — директора єпископської канцелярії. Але Ґойдич обирає шлях монаха.

### Ієромонах-василіянин
22 липня 1922 року Ґойдич вступає до василіянського монастиря на Чернечій горі в Мукачеві. У листі до батьків писав: «Я вирішив залишити світ і вступити в монастир, бо лише тут сповниться бажання мого серця… Відчуваю, якщо залишуся у світі, буду подібний до дерева, яке не родить і нікому не приносить користі». 23 січня 1923 року, після випробувального періоду, він одягнув василіянську рясу, яку не переставав носити ніколи, навіть бувши єпископом. При облечинах прийняв ім'я Павло.
10 березня 1924 року Павло був пострижений у монахи. Він став першим реформованим василіянським священником, який вийшов з оновленого новіціяту в Мукачеві. Його призначають заступником ігумена Ужгородського монастиря, де виконував обов'язки префекта і душпастиря 96-ти хлопців-гімназистів василіянського гуртожитку. 1926 року отримав завдання зреформувати монастир у Малому Березному. Завдяки його активній праці монастирська церква в Ужгороді швидко наповнилася молодими вірниками.
Від 1918 року Пряшівська єпархія не мала єпископа. Після того, як єпископ Стефан Новак втік до Угорщини, греко-католиками тимчасово опікувався генеральний вікарій Микола Руснак, а після нього — апостольський адміністратор Діонісій Нярадій з Хорватії. Коли 1926 року останній повернувся додому, Апостольський Престол вирішив призначити молодого і побожного монаха Павла Ґойдича апостольським адміністратором Пряшівської єпархії.
Перед поверненням до Пряшева Ґойдич поїхав на вісім днів до Крехівського монастиря у Галичині. Тут духовно вправлявся і склав вічні чернечі обіти.
Пізніше, навіть уже будучи єпископом, відпустку звичайно проводив у василіянських монастирях. Щорічно приїжджав на духовні вправи на Чернечу гору до Мукачева. Тут завжди зупинявся у маленькій і скромній келії, в якій жив ще юнаком.

### Єпископ
25 березня 1927 року в Базиліці святого Климента в Римі, де поховано й апостола слов'ян святого Кирила, Павла Ґойдича було висвячено на єпископа. Вже у своєму першому пастирському листі до священиків він писав про те, що стало його життєвим кредо: «Відкрийте свої священицькі серця і прийміть у своїй любові наш занедбаний руський народ. Русини заслуговують набагато кращої долі. В сучасності вони знаходяться в небезпеці втрати не лише своєї безсмертної душі, але і своєї національної ідентичності, бо перебувають в оточенні ворогів різного роду. Якщо відмовимось і не подамо руки, швидко настане кінець нашого руського народу, народу Духновича, Павловича і великого Валія… Учім його не соромитися за свою руську ідентичність, за свою материнську мову, а бути гордим за свій руський рід».
З такими думками єпископ Ґойдич швидко потрапив у немилість до словацької влади. 1929 року він рішуче виступив проти словакізації народних церковних шкіл. Міністерство освіти в Братиславі наказало, аби навчання в них перевести на словацьку мову. Українською мали залишити всього три години на тиждень. Не послухавшись вказівок, єпископ дозволив продовжувати навчання рідною мовою у 80 школах. Це викликало тривалий судовий розгляд у Празі, який закінчився перемогою Ґойдича. У 65 школах навчання було продовжено українською.
Ще однією перемогою стало відкриття 1936 року в Пряшеві греко-католицької руської (тобто русинсько-української) гімназії, яка стала твердинею релігійно-національного життя русинів-українців у ворожому для них словацькому середовищі. До того українці Пряшівщини не мали жодної середньої школи.
Катастрофічні зміни настали після розпаду Чехословаччини й утворення гітлерівського союзника — незалежної Словаччини на чолі з урядом Йозефом Тисо. Права українців на національний розвиток було відкинуто як непотрібні та шкідливі. Усі школи переведено на словацьку мову викладання. Греко-католицька єпархія не сміла видати жодного документа кирилицею. 1940 року в Михайлівцях відкрито словацьку греко-католицьку учительську семінарію. Пряшівську українську натомість належало ліквідувати.

Владика Ґойдич знову проявив стійкість характеру: на ліквідацію семінарії він не погодився, оголосивши їй публічну підтримку. У свою чергу Ватикан призначив спеціальну фінансову допомогу на існування цієї національної за духом семінарії.

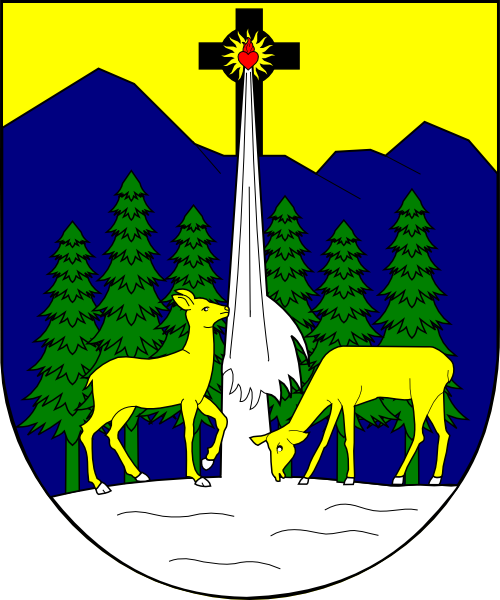
Єпископський герб Павла Ґойдича

Це не сподобалося словацькій владі, на велелюдній зустрічі у Пряшеві Йозеф Тисо привітався з усіма церковними достойниками. Тільки одному привселюдно не подав руки. Ним був греко-католицький єпископ Павло Ґойдич. Коли всі сіли, для нього одного не знайшлося стільця, тож Павло мусив стояти. Це була публічна зневага, висловлена на очах у вірників. Але були й прямі звинувачення і погрози концтабором «ворогові словацької держави», «негідному єпископського достоїнства». Словацька влада проводила відповідну кампанію проти єпископа в пресі.
Але Павло Ґойдич пояснював свою точку зору: «Інші національності мають своїх міністрів, свою політичну партію і своїх представників, тільки велика частина моїх вірних не має нікого, хто боронив би їхні національні і громадянські права. Тож коли мої вірні з довір'ям звертаються до мене, я не можу відкинути їхнього прохання, хоча через те зазнаю чимало неприємностей і великої шкоди».
Ситуація заходила у безвихідь, і Ґойдич заради «добра для всієї єпархії» подав до Риму прохання про відставку. Проте, Апостольський Престол резиґнації не прийняв, навпаки — 1940 року Павло отримав підвищення, ставши єпархіальним єпископом Пряшівської єпархії (до того він був її адміністратором). Після Другої світової війни, 15 січня 1946 року єпископа Ґойдича призначено головним душпастирем для всіх греко-католиків Чехословаччини.

### Порятунок євреїв
Після початку депортацій єврейського населення єпископ почав звертатися до Святого Престолу з протестами з тим, аби було вжито заходів проти священників, які входили до керівництва Словацької республіки та Словацької Народної Партії, зокрема проти президента Йозефа Тисо.
26 жовтня 1942 року секретні служби Першої Словацької республіки надали уряду звіт про зависоку кількість навернень юдеїв у християнство (греко-католицизм і православ'я) з метою порятунку. З 349 сімей хрестилося 533 євреї, щоб врятувати життя членам своїх сімей, приблизною кількістю в півтори тисячі осіб. Той же звіт говорить про те, що єпископ проводив відкриті церемонії у словацькій Михайлівці, що викликало протест частини вірян.
Після завершення бойових дій, частина врятованих запропонувала єпископу порятунок на заході, проте владика відмовився залишити свою єпархію. Після арешту на ім'я президента Третьої Чехословацької Республіки Антоніна Запотоцького врятовані написали листа на захист Ґойдича, але марно.
6 серпня 2007 року Павла Ґойдича визнано Праведником світу.

### Мученик

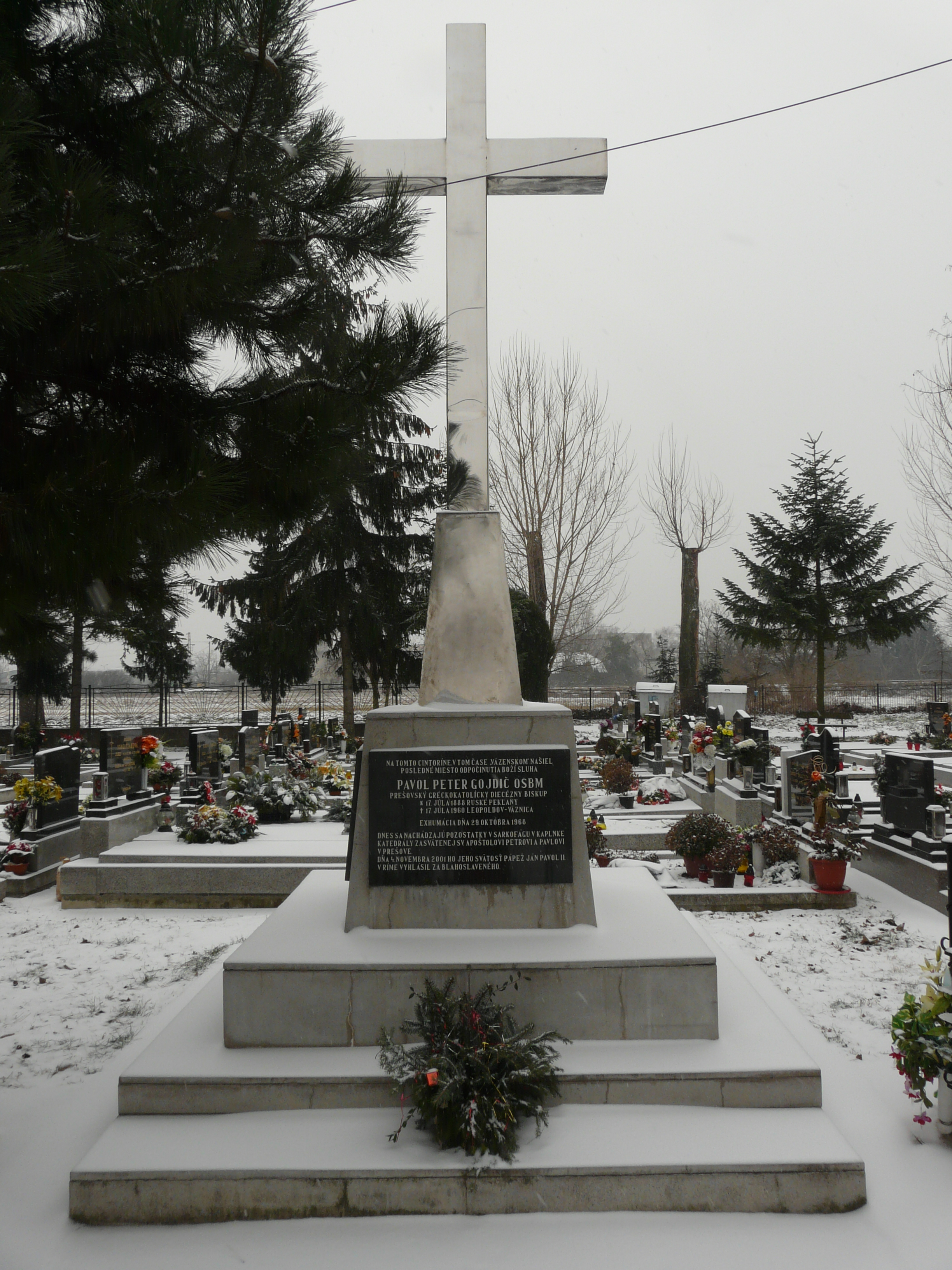
Пам'ятник Павлові Ґойдичу в Леопольдові, Словаччина

Павла Ґойдича неможливо було звинуватити у пособництві гітлерівським союзникам, адже всі знали про його складні стосунки з урядом Йозефа Тисо. Ба більше, єпископ врятував сотні людей від концтаборів. У своїй резиденції переховував багатьох євреїв, надав допомогу тисячам українських біженців. Його єпископським гаслом були слова: «Бог є любов, любім Його».
Отець Левканич про доброчинство єпископа Ґойдича писав так: «Коли б зібралися усі студенти, яким Владика матеріально допоміг закінчити студії; усі робітники, яким він особисто допоміг знайти працю; усі державні службовці, яким він забезпечив посаду; усі сироти, вдовиці й убогі, що їх він обсипував щедрими дарами; коли б зійшлися усі ті, що їм Владика у який-небудь спосіб помагав, радив чи охороняв, і то без різниці віку, заняття чи релігії, то зібралося б непроглядна маса народу, яка цілий день дефілювала б попри єпископську резиденцію».
Але комуністична влада мала про Ґойдича свою думку, після Галичини та Закарпаття ліквідація Греко-католицької церкви повинна була пройти і на Пряшівщині.
28 квітня 1950 року Павла було арештовано, коли він відмовився віддати ключі від катедрального собору для передачі його православним.
Через кілька тижнів єпископа Ґойдича перевезли до в'язниці, звідки вже не виходив до кінця життя. У січні 1951 року більшовики влаштували над ним гучний судовий процес. Спочатку навіть вели пряму трансляцію по радіо. Але єпископ мудро проводив власний захист і впевнено поводився, що її припинили. За стандартними, вигаданими звинуваченнями на кшталт «зрада держави», «воєнна зрада», «шпіонаж» його було засуджено на довічне ув'язнення.
Окупаційна комуністична влада остерігалась популярності Павла. Його возили з однієї тюрми до іншої, бо народ, дізнавшись, де він перебуває, сходився під вікна в'язниці на молитву. Не забували про нього і за кордоном. 17 липня 1958 року Папа Пій XII вислав йому привітання з нагоди 70-річчя.
Павла Ґойдича тримали в найстрашніших в'язницях. Змушували до найпринизливішої праці, наприклад, мити підлогу в кімнаті сторожів. Діяли й підступно: пропонували очолити Православну церкву в Чехословаччині, але він відмовлявся. Мав одне бажання, яке в останні місяці висловлював товаришам:

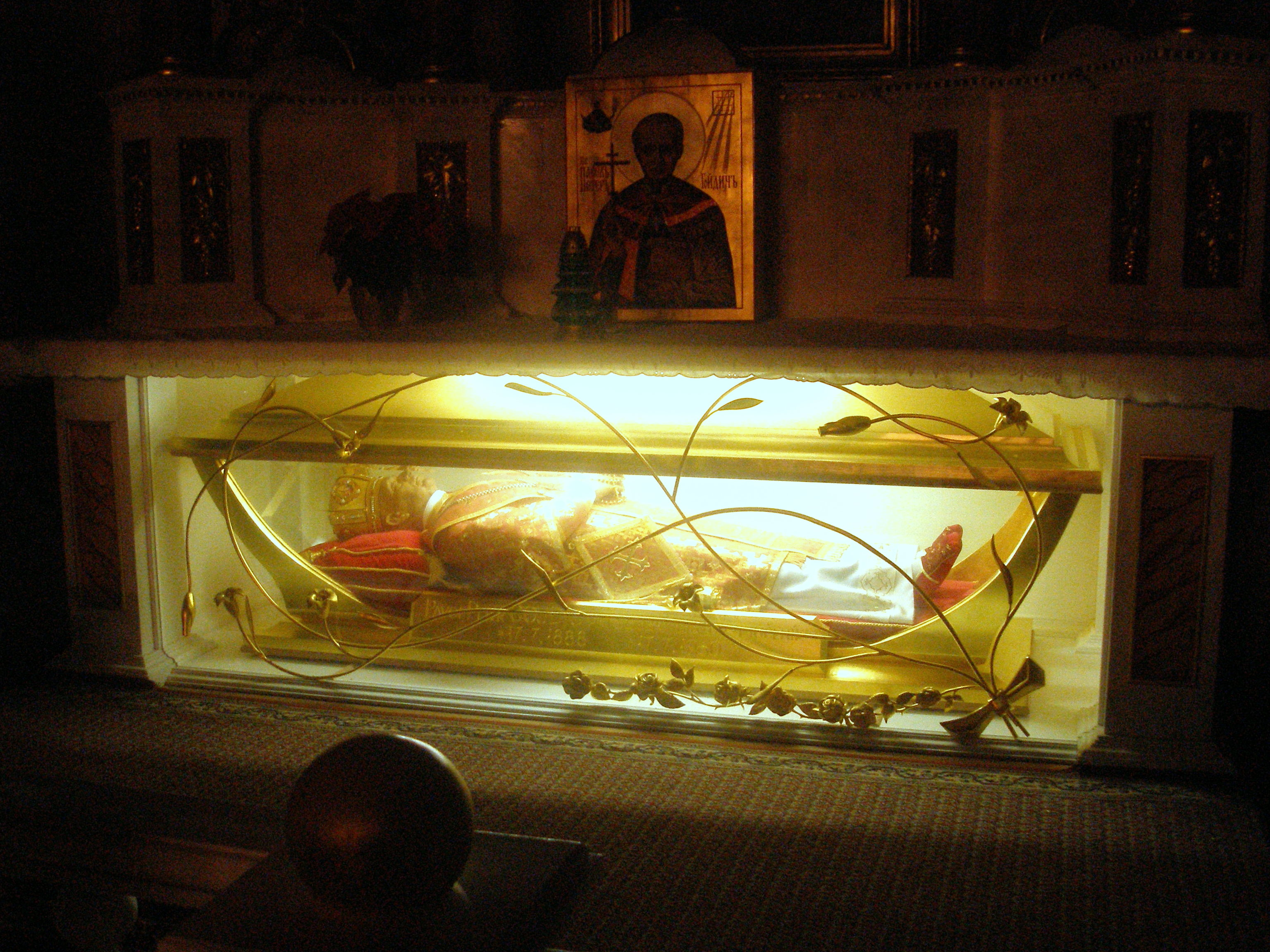
Саркофаг із мощами Блаженного Павла Ґойдича в катедральному храмі св. Івана Хрестителя в Пряшеві

«Завжди прошу ласкавого Бога, щоб із цієї долини сліз покликав мене того самого дня, в який прислав». Так воно і сталося: 17 липня 1960 року, в день свого народження, Павло Ґойдич помер у Леопольдові (Чехословацька Соціалістична Республіка, нині у складі округу Глоговець, Трнавський край, Словаччина) після 10 років у комуністичних в'язницях.
На тюремному цвинтарі в Леопольдові поставили тільки табличку з номером 681. Тричі рідні клали на могилу хрест, але сторожі щоразу знищували його. Поховання єпископа стало місцем паломництва греко-католиків. Ситуація змінилася під час «Празької весни»: у жовтні 1968 року Владику урочисто перепоховали у крипті греко-католицького катедрального храму в Пряшеві, де спочиває ще один видатний українець — Олександр Духнович.

### Блаженний
4 листопада 2001 року на майдані перед собором св. Петра у Римі Папа Іван-Павло II перед тисячами паломників з різних країн проголосив імена восьми нових блаженних. Серед них був священномученик Павло Ґойдич. День вшанування його пам'яті у церковному календарі призначено на 17 липня — день його смерті.